# Bakdża
Bakdża (arab. بقجة) – wieś w Syrii, w muhafazie Aleppo, w dystrykcie Afrin. W 2004 roku liczyła 75 mieszkańców.